# Jan Szancenbach (lekarz)
Jan Szancenbach (ur. 28 sierpnia 1884 w Warszawie, zm. 1940 w Charkowie) – lekarz, oficer Wojska Polskiego, ofiara zbrodni katyńskiej.

## Życiorys
Jan Szancenbach urodził się w Warszawie, w rodzinie Wacława Szancenbacha, który był działaczem społecznym i niepodległościowym. Ukończył Collegium Medicum Uniwersytetu Jagiellońskiego i specjalizował się w ginekologii. Pracował w szpitalu im. Gabriela Narutowicza w Krakowie, którego był pierwszym dyrektorem. Ożenił się z Marią Skłodowską, malarką, bratanicą Marii Skłodowskiej-Curie. Miał z nią jednego syna — Jana Szancenbacha, malarza, rektora krakowskiej ASP. Brał udział w wojnie polsko-bolszewickiej oraz w II wojnie światowej. Trafił do niewoli i był przetrzymywany w obozie w Starobielsku. Został zamordowany w 1940 roku w Charkowie.